# Jonathan Davies (ur. 1988)

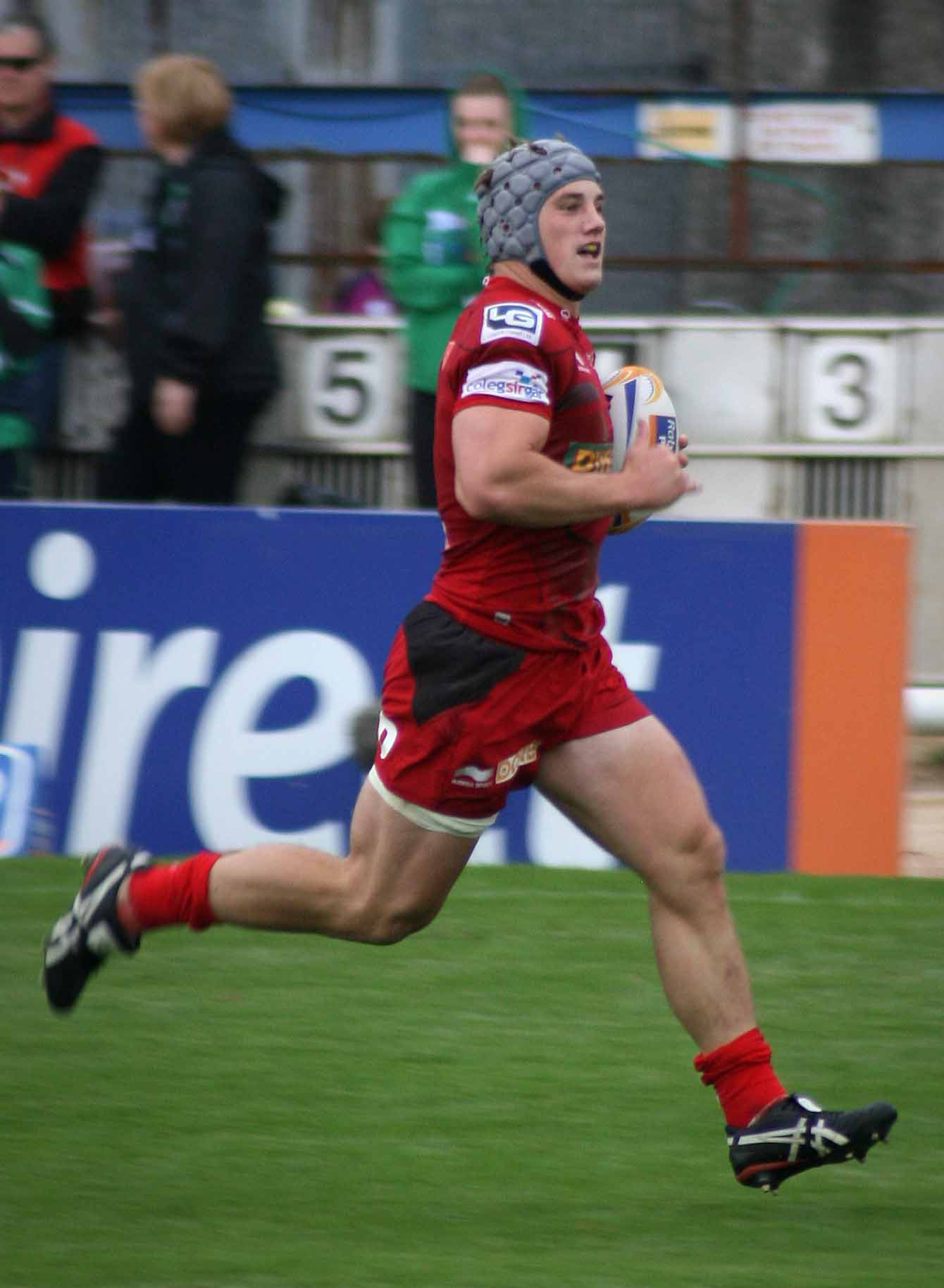
Davies w barwach Scarlets (2012)

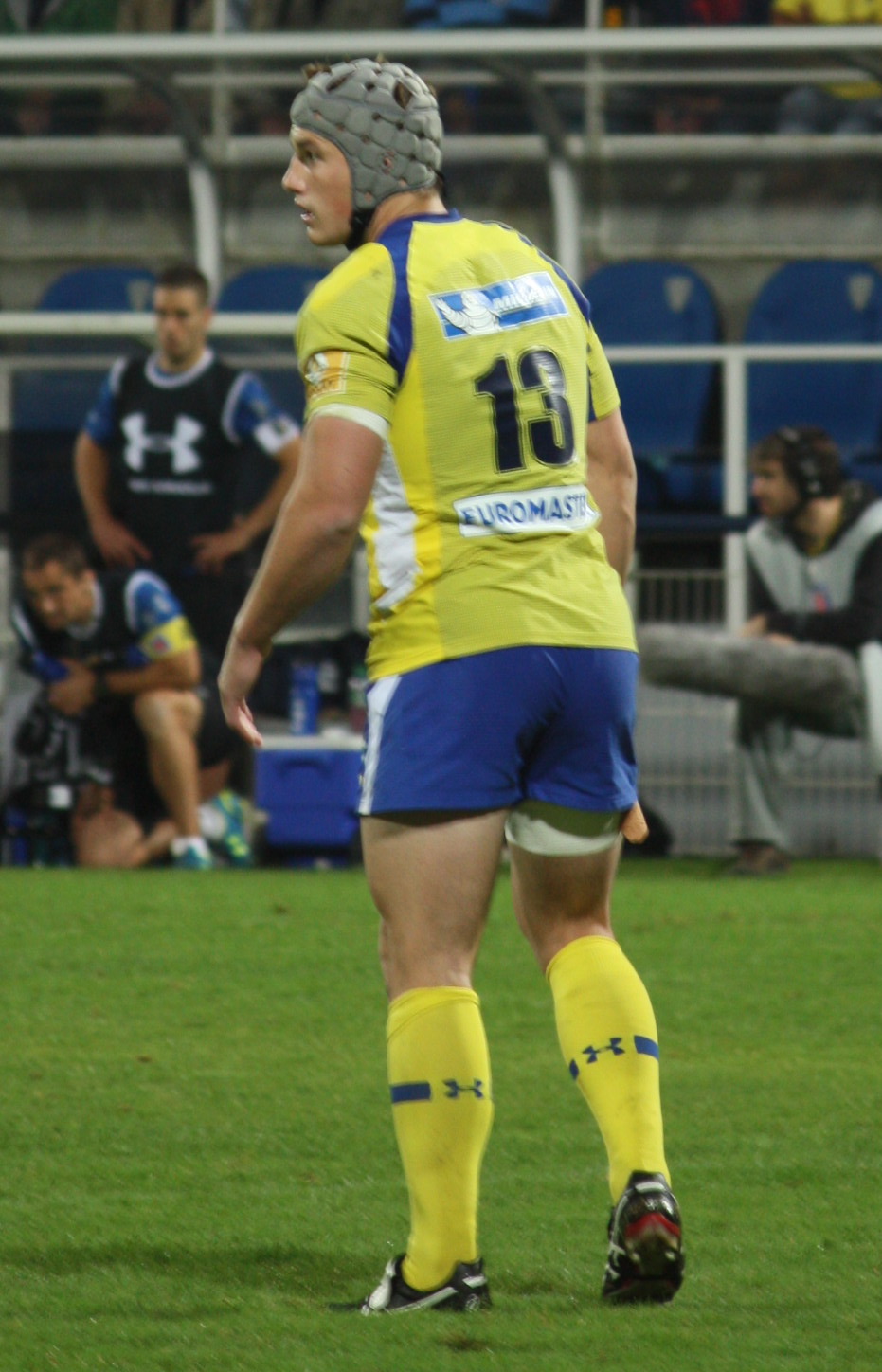
Podczas meczu Clermont (2014)

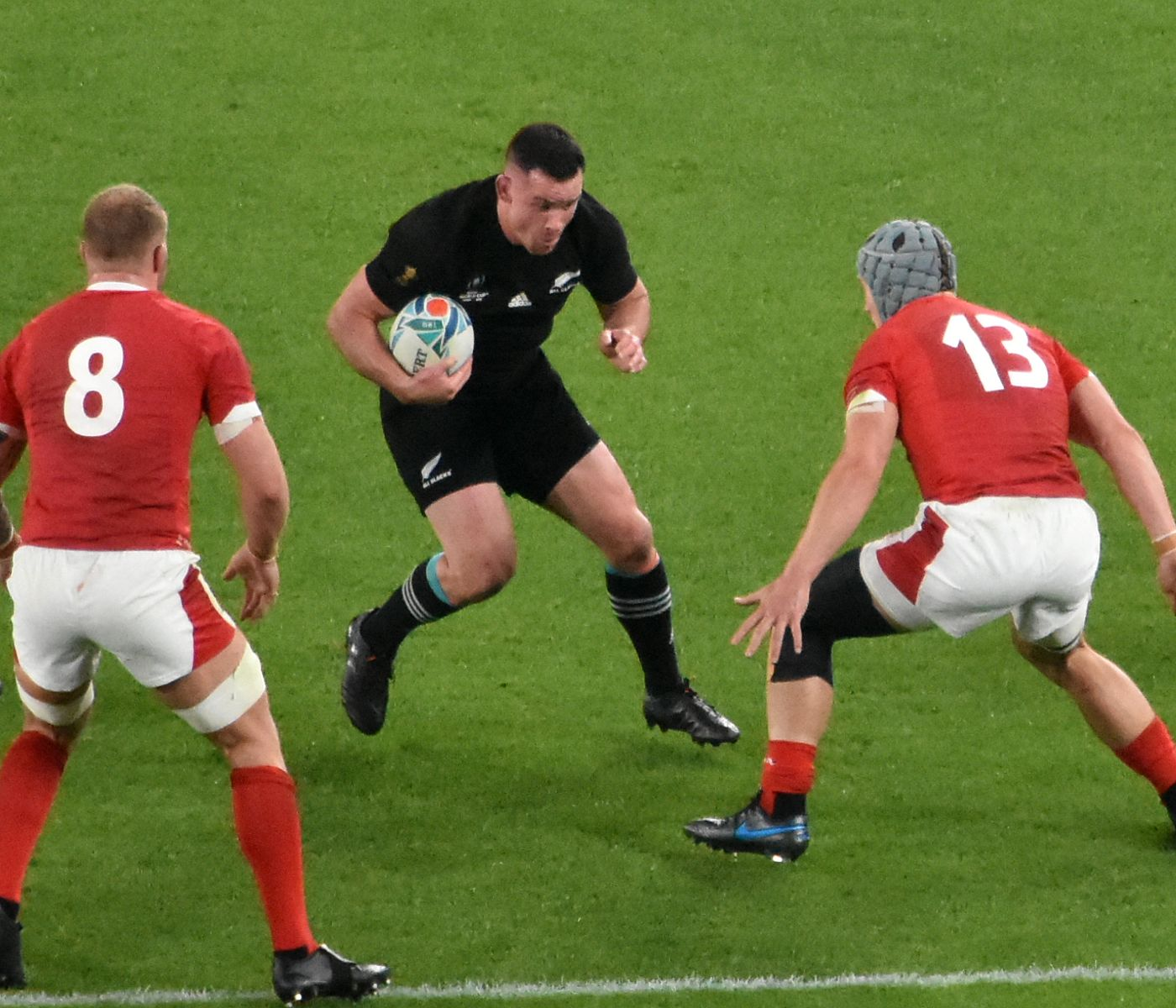
Davies (z nr. 13) w czasie meczu o trzecie miejsce podczas pucharu świata 2019

Jonathan Davies (ur. 5 kwietnia 1988 r. w Solihull) – walijski rugbysta występujący na pozycji środkowego ataku. Reprezentant kraju, dwukrotny uczestnik pucharu świata, zdobywca Wielkiego Szlema podczas Pucharu Sześciu Narodów, zawodnik British and Irish Lions. Brat Jamesa, reprezentanta Walii w rugby union i Wielkiej Brytanii w rugby 7.

## Młodość
Choć Davies urodził się w angielskim hrabstwie West Midlands, to jeszcze przed ukończeniem pierwszego roku życia wraz z rodziną przeprowadził się do Carmarthenshire w południowo-zachodniej Walii. Wychowywał się we wsi Bancyfelin. Uczęszczał do szkoły Ysgol Dyffryn Tâf w Whitland, a następnie kontynuował edukację w Trinity College w Carmarthen.
Przygodę z rugby union rozpoczął w szkole podstawowej, początkowo występując jako łącznik ataku, później zaś środkowy ataku. Grał w młodzieżowych zespołach lokalnego klubu Whitfield R.F.C. a następnie Llanelli R.F.C. Ostatecznie trafił do współprowadzonej przez krajową federację akademii regionalnej drużyny Llanelli Scarlets.

## Kariera klubowa
Latem 2006 roku 18-letni zawodnik zadebiutował w drużynie seniorów. Początkowo wziął udział w dwóch przedsezonowych sparingach Scarlets – z Northampton Saints i Gloucester Rugby. Także w sierpniu po raz pierwszy w starciu z Llangennech wystąpił w walijskiej Premier Division w barwach klubu Llanelli. Jego dalszy rozwój zahamowała jednak poważna niezaleczona kontuzja kolana, która wykluczyła go z gry praktycznie do końca sezonu. Do zmagań w barwach regionalnej drużyny Scarlets wrócił dopiero w sierpniu 2007 roku, w trakcie sezonu zaliczając 10 występów w meczach o stawkę, w tym w Pro12 czy w Pucharze Heinekena. W rozgrywkach europejskich debiutował w grudniu 2007 roku w spotkaniu z Munster Rugby. Oprócz tego rozegrał 10 meczów w barwach lokalnego klubu z Llanelli.
Wkrótce Davies został jednym z najważniejszych zawodników w zespole Scarlets – w sezonach 2008/2009 i 2009/2010 w podstawowym składzie rozpoczynał odpowiednio 14 i 16 meczów ligowych, tworząc parę środkowych z Reganem Kingiem. W lutym 2012 roku o dwa lata przedłużył kontrakt z walijską drużyną, mimo iż media donosiły o zainteresowaniu ze strony klubów angielskich i francuskich. Przed sezonem 2013/2014 wraz z Robem McCuskerem został wyznaczony do pełnienia funkcji współkapitana. Niemniej już w listopadzie ogłoszono, że Davies podpisał umowę z francuskim zespołem ASM Clermont Auvergne, która miała wejść w życie wraz z nadejściem kolejnego lata.
Grając we Francji, Walijczyk zmagał się z licznymi wyzwaniami, ostatecznie w ciągu dwóch sezonów występując w 20 ligowych meczach i zdobywając zaledwie dwa przyłożenia. W sezonie 2014/2015 tworzył duet środkowych z Wesleyem Fofaną, a drużyna z Owerni dotarła do majowego finału European Champions Cup. W nim jednak górą okazali się być zawodnicy RC Toulonnais, którzy wygrali 24:18. W wywiadzie z 2017 roku Davies oceniał tę porażkę jako jedno z największych rozczarowań w swojej karierze. Kilka tygodni po finale, w meczu ligowym z Montpellier Davies zerwał więzadło krzyżowe przednie w prawym kolanie, co spowodowało dłuższą przerwę w grze obejmującą znaczną część sezonu 2015/2016. Pierwszy mecz po kontuzji rozegrał dopiero pod koniec grudnia 2015 roku, kiedy w spotkaniu Champions Cup przeciw Exeter Chiefs zdobył jedno z przyłożeń. Miesiąc wcześniej ogłoszono, że po wypełnieniu kontraktu z Clermont Davies powróci do Walii, na mocy podwójnego kontraktu związawszy się zarówno ze Scarlets, jak i krajową federacją. Ponadto Davies opuścił fazę pucharową w Top 14 z uwagi na udział w mających priorytet spotkaniach reprezentacji.
Już w pierwszym sezonie po powrocie do Scarlets zawodnik osiągnął jeden z największych sukcesów w swojej karierze klubowej – drużyna z Llanelli awansowała do finału rozgrywek Pro12, w którym mierzyła się z Irlandczykami z Munster. Walijska ekipa w decydującym meczu na Aviva Stadium w Dublinie zdobyła wówczas sześć przyłożeń i zwyciężyła 46:22. Dla Scarlets był to pierwszy tytuł mistrzowski od 13 lat. Kilka miesięcy później, podczas listopadowego meczu reprezentacji doznał poważnej kontuzji stopy, w związku z którą początkowo przerwę w treningach oszacowano na pół roku. Zawodnik złamał wówczas dwie spośród kości śródstopia, uszkodził ścięgna w stawie Lisfranca, a w wyniku operacji poszczególne fragmenty kości zespolono mu za pomocą płytki i pięciu śrub chirurgicznych. Ostatecznie z powodu urazu opuścił całą pozostałą część sezonu 2017/2018, w którym jego koledzy z drużyny ponownie doszli do finału rodzimych rozgrywek. Po powrocie do pełnej sprawności ponownie stał się ważnym członkiem pierwszej drużyny. W marcu 2019 roku razem z Kenem Owensem i Robem Evansem Davies przedłużył swój kontrakt ze Scarlets.
W listopadzie 2019 roku Walijczyk w trakcie meczu reprezentacji doznał kolejnego poważnego urazu. Wkrótce przeszedł operację uszkodzonego kolana, jednak jeszcze w grudniu nie było pewne czy zdoła wrócić do gry w sezonie 2019/2020, gdyż szacowana pauza miała trwać około sześciu miesięcy.

## Kariera reprezentacyjna
Davies już w wieku juniorskim grywał w różnych grupach wiekowych reprezentacji Walii. W 2004 roku występował w drużynie do lat 16 w turnieju European Four Nations. Później grał w drużynie U-18, a jesienią 2005 roku został włączony do zespołu U-19. Z tą drużyną uczestniczył w juniorskich zawodach równoległych do zmagań o Puchar Sześciu Narodów, zdobywając w nich Wielki Szlem. Następnie dostał się do składu na mistrzostwa świata U-19 w Dubaju. Tam już podczas pierwszego meczu Davies doznał poważnej kontuzji, która wykluczyła jego dalszy udział nie tylko w tym turnieju, ale i w kolejnych miesiącach. W listopadzie 2007 roku otrzymał powołanie do składu drużyny do lat 20 na sezon reprezentacyjny 2007/2008. Na początku 2008 roku brał udział w Pucharze Sześciu Narodów U-20. Kilka miesięcy później był członkiem składu Walii na Mistrzostwa Świata U-20. W rozegranym na własnym terenie turnieju gospodarze zajęli ostatecznie czwarte miejsce.
Po udanych występach w drużynach młodzieżowych młodzian otrzymał powołanie do seniorskiej reprezentacji Walii. Latem 2008 roku, gdy część podstawowych zawodników drużyny narodowej uczestniczyła w meczach British and Irish Lions, Davies wziął udział w serii spotkań w Ameryce Północnej. Debiutował w meczu z Kanadą. W kolejnym spotkaniu, ze Stanami Zjednoczonymi zdobył swoje dwa premierowe przyłożenia. Następnie uczestniczył w listopadowych spotkaniach z Samoa i Australią. Znalazł się także w 35-osobowej kadrze reprezentacji na Puchar Sześciu Narodów 2010, jednak mimo tego ani razu nie został włączony do meczowego składu. Podobnie w dalszej części roku podczas serii spotkań w Nowej Zelandii spadł w reprezentacyjnej hierarchii za Jamiego Robertsa, Jamesa Hooka czy Toma Shanklina.
Prawdziwą szansę na zaprezentowanie w kadrze swoich umiejętności Davies otrzymał dopiero na początku roku 2011 podczas Pucharu Sześciu Narodów. Kontuzje w drużynie spowodowały, że awansował do wyjściowego składu i rozegrał cztery z pięciu spotkań, nim jego samego wykluczył uraz. Latem wystąpił od pierwszej minuty w trzech sparingach, po czym otrzymał powołanie od selekcjonera Warrena Gatlanda na puchar świata. Podczas rozgrywanych w Nowej Zelandii mistrzostw środkowy wystąpił we wszystkich siedmiu meczach walijskiej kadry, zdobywając w nich trzy przyłożenia. Ostatecznie Davies wraz z kolegami z drużyny zajął czwarte miejsce, przegrywając z decydującym o brązowym medalu meczu Australią 18:21. Łącznie w ciągu roku w reprezentacji narodowej wystąpił aż 14-krotnie.
Występami podczas pucharu świata urodzony w Solihull zawodnik ugruntował swoje miejsce w składzie kadry. Podczas Pucharu Sześciu Narodów 2012 był podstawowym zawodnikiem swojej drużyny, która wygrywając wszystkie pięć spotkań sięgnęła po Wielki Szlem. W decydującym spotkaniu z Irlandią Davies zdobył dwa przyłożenia. W czerwcu wybiegał na boisko w podstawowym składzie we wszystkich trzech meczach przegranej 0:3 serii spotkań z reprezentacją Australii. Na przełomie lutego i marca 2013 roku raz jeszcze uczestniczył w Pucharze Sześciu Narodów, w każdym meczu w charakterze zawodnika podstawowego składu. Pomimo porażki z Irlandczykami w pierwszym spotkaniu Walijczycy zdołali obronić tytuł mistrzowski, na zakończenie rozgrywek rozbijając niepokonaną dotąd Anglię 30:3. Kilka miesięcy później Davies znalazł się w składzie British and Irish Lions, mieszanej reprezentacji Wysp Brytyjskich na australijskie tournée. Wszystkie trzy mecze testowe rozegrał w podstawowym składzie, a cała seria spotkań zakończyła się zwycięstwem przyjezdnych 2:1.
W trakcie pierwszego z jesiennych meczów walijskiej reprezentacji podczas szarży na Jeanie de Villiersie z Południowej Afryki Davies uszkodził jeden z mięśni piersiowych. Z tego powodu opuścił pozostałe zaplanowane na ten okres mecze, jak również część spotkań w ramach zbliżającego się Pucharu Sześciu Narodów 2014. Po powrocie po kontuzji wrócił także do podstawowego składu drużyny narodowej w kolejnych oknach reprezentacyjnych: w czerwcu, listopadzie czy podczas lutowo-marcowego Pucharu Sześciu Narodów 2015. Podczas wspomnianego turnieju Walijczycy zajęli ostatecznie trzecie miejsce, choć od zwycięzców gorsi byli jedynie w klasyfikacji „małych punktów”. Kiedy wydawało się, że Davies może być pewny powołania na zbliżający się puchar świata w Anglii, w maju w spotkaniu ligowym zerwał przednie więzadło krzyżowe, co przekreśliło jego szanse na jakąkolwiek aktywność fizyczną co najmniej w ciągu następnych sześciu miesięcy.
Po kolejnej długiej przerwie Walijczyk powrócił do reprezentacji w lutym 2016 roku na Puchar Sześciu Narodów, podczas którego tradycyjnie już wszystkie mecze rozpoczynał w wyjściowym składzie. Następnie brał udział w czerwcowych wyjazdowych spotkaniach z drużyną „All Blacks” (przegrana w serii 0:3) oraz listopadowych meczach testowych na własnym terenie. Podczas Pucharu Sześciu Narodów 2017 Walijczycy z Daviesem w pierwszym składzie odnieśli jedynie dwa zwycięstwa, zajmując rozczarowujące czwarte miejsce. Dwa miesiące później reprezentant Walii po raz drugi otrzymał powołanie do składu British and Irish Lions, tym razem na serię spotkań z Nową Zelandią. Zmagania pozostały nierozstrzygnięte (w trzech meczach zwycięstwo każdej ze stron oraz remis). Davies we wszystkich meczach testowych grał od pierwszej minuty, a w wewnętrznym głosowaniu zawodników został wybrany najlepszym graczem Lions podczas tournée. W czasie rozgrywanego w listopadzie starcia z reprezentacją Australii doznał kolejnego poważnego urazu, tym razem stopy. Z jego powodu pauzować miał co najmniej pół roku, omijając przy tym Puchar Sześciu Narodów 2018.
Tym razem do reprezentacji powrócił dopiero na listopadowy mecz ze Szkocją, a swój występ uświetnił zdobytym przyłożeniem. W marcu 2019 roku ponownie wywalczył Wielki Szlem po zwycięstwie nad wszystkimi rywalami w Pucharze Sześciu Narodów. W czasie turnieju, w meczu z Włochami po raz pierwszy w swojej karierze pełnił funkcję kapitana reprezentacji. Latem Davies otrzymał od Warrena Gatlanda powołanie na nadchodzący puchar świata w Japonii. W trakcie turnieju w meczu fazy grupowej z Fidżi doznał kontuzji lewego kolana, z uwagi na którą opuścił następnie mecz ćwierćfinałowy z Francją. Po awansie do kolejnej rundy wystąpił w przegranym półfinale z Południową Afryką, a później meczu o brąz z Nową Zelandią. W obu spotkaniach rozegrał pełne 80 minut, uprzednio silnie plastrując uszkodzony staw. Już po zakończeniu turnieju okazało się, że zawodnik występował w tych spotkaniach z poważnym urazem stawu kolanowego, który wymagał następnie leczenia operacyjnego i wielomiesięcznej rehabilitacji. Z tego względu zmuszony był opuścić Puchar Sześciu Narodów 2020.

### Statystyki
Stan na 1 listopada 2019 r.
Występy na arenie międzynarodowej
| Drużyna narodowa | Rok  | Mecze | Punkty |
| ---------------- | ---- | ----- | ------ |
| Walia            | 2009 | 5     | 10     |
| Walia            | 2010 | 2     | 0      |
| Walia            | 2011 | 14    | 15     |
| Walia            | 2012 | 10    | 15     |
| Walia            | 2013 | 6     | 5      |
| Walia            | 2014 | 6     | 0      |
| Walia            | 2015 | 5     | 5      |
| Walia            | 2016 | 11    | 10     |
| Walia            | 2017 | 6     | 5      |
| Walia            | 2018 | 3     | 5      |
| Walia            | 2019 | 13    | 10     |
| Suma             | Suma | 81    | 80     |

| Zespół | Rok  | Mecze | Punkty |
| ------ | ---- | ----- | ------ |
| Lions  | 2013 | 3     | 0      |
| Lions  | 2017 | 3     | 0      |
| Suma   | Suma | 6     | 0      |

Przyłożenia na arenie międzynarodowej
| Lp. | Data                | Miejsce                                 | Przeciwnik        | Rozgrywki                   |
| --- | ------------------- | --------------------------------------- | ----------------- | --------------------------- |
| 1.  | 6 czerwca 2009      | Toyota Park, Chicago                    | Stany Zjednoczone | mecz testowy                |
| 2.  | 6 czerwca 2009      | Toyota Park, Chicago                    | Stany Zjednoczone | mecz testowy                |
| 3.  | 26 września 2011    | Stadium Taranaki, New Plymouth          | Namibia           | Puchar Świata w Rugby 2011  |
| 4.  | 2 października 2011 | Waikato Stadium, Hamilton               | Fidżi             | Puchar Świata w Rugby 2011  |
| 5.  | 8 października 2011 | Wellington Regional Stadium, Wellington | Irlandia          | Puchar Świata w Rugby 2011  |
| 6.  | 5 lutego 2012       | Aviva Stadium, Dublin                   | Irlandia          | Puchar Sześciu Narodów 2012 |
| 7.  | 5 lutego 2012       | Aviva Stadium, Dublin                   | Irlandia          | Puchar Sześciu Narodów 2012 |
| 8.  | 16 czerwca 2012     | Docklands Stadium, Melbourne            | Australia         | mecz testowy                |
| 9.  | 23 lutego 2013      | Stadio Olimpico, Rzym                   | Włochy            | Puchar Sześciu Narodów 2013 |
| 10. | 15 lutego 2015      | Murrayfield Stadium, Edynburg           | Szkocja           | Puchar Sześciu Narodów 2015 |
| 11. | 19 marca 2016       | Millennium Stadium, Cardiff             | Włochy            | Puchar Sześciu Narodów 2016 |
| 12. | 18 czerwca 2016     | Wellington Regional Stadium, Wellington | Nowa Zelandia     | mecz testowy                |
| 13. | 5 lutego 2017       | Stadio Olimpico, Rzym                   | Włochy            | Puchar Sześciu Narodów 2017 |
| 14. | 3 listopada 2018    | Millennium Stadium, Cardiff             | Szkocja           | mecz testowy                |
| 15. | 9 marca 2019        | Murrayfield Stadium, Edynburg           | Szkocja           | Puchar Sześciu Narodów 2019 |
| 16. | 23 września 2019    | Stadion Toyota, Toyota                  | Gruzja            | Puchar Świata w Rugby 2019  |

## Styl gry
Domyślnie Davies występuje na pozycji nr 13, to jest jako zewnętrzny środkowy ataku. W 2019 roku opisywany był jako fundamentalna postać w reprezentacji Walii, której znaczenia nie można przecenić nawet pomimo tego, że statystyka zdobytych przez niego przyłożeń nie jest imponująca w porównaniu do innych zawodników grających na jego pozycji. Reprezentanci Walii Jamie Roberts i Shane Williams wskazywali, że Davies to gracz, który najlepiej prezentuje się w meczach o dużą stawkę. Podkreślano także jego siłę, która po wielokroć umykała publicznej uwadze, a która wynika z intensywnej pracy na siłowni wykonywanej już od początków jego kariery sportowej.
Wśród cech jego gry ofensywnej dominuje spontaniczny udział w akcjach zaczepnych, kontratakach w każdej części boiska, podłączanie się do nich zazwyczaj tuż za zawodnikiem bezpośrednio prowadzącym akcję. Davies regularnie wykonuje ataki pozorujące, wbiegnięcia skupiające na sobie uwagę rywali. Dysponuje także szeregiem dobrych zagrań nogą, dzięki którym regularnie przenosi piłkę za linię obronną przeciwnika. Na początkowym etapie swojej kariery częściej przeprowadzał ataki, indywidualnie próbując przebić się przez defensywę drugiego zespołu, z czasem jednak rozwinął szereg umiejętności technicznych takich jak podania w czasie ataku rywala czy zdolność odbicia dłonią szarżującego przeciwnika.
Do jego największych atutów należy jednak zdyscyplinowana i pełna zaangażowania gra w obronie w pasie boiska leżącym tuż przy strefie skrzydłowego. Wielokrotnie określany był jako przywódca linii defensywnej słynący z dobrego czytania i przewidywania rozwoju akcji. Charakterystycznym elementem jego gry są wyprzedzające szarże, w których wyskakując z własnej linii obronnej cofa linię korzyści rywali. Komentatorzy wskazywali także na przydatną umiejętność wyprowadzania piłki lewą nogą ze strefy obronnej. Choć Davies nigdy nie dysponował piorunującą szybkością, to jednak w ocenie części komentatorów jest to jego cecha, która nie jest dostatecznie doceniana przez opinię publiczną.

## Nagrody i wyróżnienia
- Sportowa osobowość roku 2017 wg BBC Wales (BBC Wales Sports Personality of the Year)[8][66]
- najlepszy zawodnik British and Irish Lions podczas tournée 2017[4][57][58]

## Życie osobiste
Davies urodził się jako syn mieszkających w Anglii Walijczyków. Pół roku później rodzina wróciła do Walii. Jonathan jest najstarszym z trójki dzieci. Jego brat James także reprezentował Walię podczas pucharu świata w rugby, a ponadto w barwach reprezentacji Wielkiej Brytanii w rugby 7 sięgnął po srebrny medal w trakcie igrzysk olimpijskich w Rio de Janeiro w 2016 roku. Trzecim z rodzeństwa jest siostra Rachel, bliźniaczka Jamesa. Po przenosinach do Walii rodzina osiadła we wsi Bancyfelin, gdzie rodzice prowadzili pub „Fox and Hounds” (Lis i Ogary), gdzie Jonathan spędzał dużo czasu. Już we wczesnym dzieciństwie nazywano go „Jon Fox” bądź „Foxy” (młodszego brata nazywano „Cub” – Szczenię). Przydomek „Fox” przylgnął do niego na tyle, że posługiwał się nim także w czasie swojej kariery sportowej – po części dla odróżnienia od znanego jako „Jiffy” Jonathana Daviesa, wybitnego reprezentanta Walii zarówno w odmianie union (15-osobowej) jak i league (13-osobowej) grającego na przełomie lat 80. i 90. XX wieku.
Jako młody zawodnik Davies wzorował się na reprezentancie kraju Scotcie Gibbsie i był do niego porównywany pod względem stylu gry.
Oprócz rugby union sportowe zainteresowania obejmują kajakarstwo, krykiet, piłkę nożną (w 2014 roku przyznawał, że wraz z bratem wykupił karnet na mecze Manchesteru United) czy wyścigi konne. W 2019 roku koń, którego był wówczas współwłaścicielem startował w gonitwie z przeszkodami podczas Welsh Grand National.
Prócz angielskiego płynnie posługuje się językiem walijskim. W 2019 podczas festiwalu Eisteddfod otrzymał wyróżnienie stowarzyszenie walijskojęzycznych bardów Gorsedd Cymru za działania na rzecz Walii, jej kultury i języka.